# ۱۳۴۶ (قمری)
۱۳۴۶ (قمری)، هزار و سیصد و چهل و ششمین سال در گاهشماری هجری قمری است. اول محرم این سال برابر با اول ژوئیه سال ۱۹۲۷ میلادی است.

## زادگان
- 8 رمضان - سید موسی شبیری زنجانی : مرجع تقلید شیعه.

## وابسته
- سید موسی شبیری زنجانی